# Bataille de San Marcial (1813)
Guerre d'Espagne
Batailles
- San Millan-Osma (06/1813)
- Vitoria (06/1813)
- Tolosa (06/1813)
- Saint-Sébastien (1er) (07/1813)
- Pyrénées (07/1813)
- Maya (07/1813)
- Roncevaux (07/1813)
- Sorauren (07/1813)
- Beunza (07/1813)
- Saint-Sébastien (2e) (08/1813)
- San Marcial (08/1813)
- Bidassoa (10/1813)
- Pampelune (10/1813)
- Nivelle (11/1813)
- Nive (12/1813)

- Garris (02/1814)
- Orthez (02/1814)
- Bayonne (02/1814)
- Toulouse (04/1814)

La bataille de San Marcial est une bataille livrée dans le cadre de la guerre d'Espagne. Le général Manuel Freire lance une offensive contre le maréchal Soult, lors d'une de ses dernières attaques contre les forces de Wellington près d'Irun. Lors de la contre-attaque menée par les troupes du général Reille comprenant les divisions des généraux Antoine Louis Popon baron de Maucune, Villatte, Mignot comte de La Martinière. Ce dernier est grièvement blessé ; il succombera à ses blessures le 6 septembre 1813 à Bayonne.
Après avoir atteint l'ermitage de San Marcial, les troupes du général Reille doivent se replier sur la Bidassoa en crue le 1er septembre. Un seul pont permet la traversée, le pont San Miguel à Vera de Bidasoa, qui est enlevé par les troupes du général Lubin Martin Vandermaesen, qui est tué dans l'action.